# Dig a Pony
«Dig a Pony» és una cançó composta per John Lennon i publicada a l'àlbum Let It Be de The Beatles. Gravada a les sessions de gener de 1969, va ser interpretada al concert del terrat del dia 30.

## Instrumentació
- John Lennon: Guitarra elèctrica solista i veu solista
- Paul McCartney: Baix elèctric i harmonia vocal
- George Harrison: Guitarra elèctrica solista
- Ringo Starr: Bateria